# Hano
Hano är en låt framförd av den bosniska sångaren Nino Pršeš. Låten var Bosnien och Hercegovinas bidrag i Eurovision Song Contest 2001 i Köpenhamn i Danmark. Låten är skriven av Pršeš själv.
Bidraget framfördes i finalen den 12 maj och slutade där på trettonde plats med 29 poäng.